# 乌劳伊新村
乌劳伊新村（匈牙利語：Uraiújfalu）是匈牙利沃什州所辖的一个村，总面积19.08平方公里，总人口887，人口密度46.5人/平方公里（2010年1月1日）。